# 안도라 여자 축구 국가대표팀
안도라 여자 축구 국가대표팀은 안도라를 대표하는 여자 축구 대표팀으로 안도라 축구 협회에서 관리하며 현재까지도 남자대표팀과 마찬가지로 유럽 여자 축구 최약체로 평가받고 있는 팀들 가운데 하나다. 2014년 7월 1일 지브롤터와의 국제 경기 데뷔전에서 1-0으로 승리했으며 FIFA 여자 월드컵과 UEFA 유럽 여자 축구 선수권 대회 그리고 하계 올림픽 본선 기록이 없다.

## 국제 대회 경력

### FIFA 여자 월드컵
2019년 FIFA 여자 월드컵 유럽 지역 예선을 통해 처음으로 월드컵 예선에 모습을 드러냈지만 그나마도 예비라운드에서 이스라엘, 몰도바, 리투아니아를 상대로 단 1승을 거두지 못한 것은 물론 단 1골도 넣지 못하고 오히려 13골을 얻어맞으며 C조 꼴찌로 조별예선 진출에 실패했다.

### UEFA 유럽 여자 축구 선수권 대회
UEFA 여자 유로 2017 예선에서 사상 첫 메이저 대회 예선에 출전하여 그나마 몰타와의 예비라운드 2조 첫 경기에서 3골을 터뜨렸지만 3-5로 패했고 그 이후 열린 나머지 2경기(페로 제도전, 조지아전)에서는 그나마도 단 1골도 넣지 못하고 3전 전패를 당하며 유럽 축구의 높은 벽을 실감했고 특히 페로 제도와의 2차전에서 0-8로 대패하면서 안도라 여자 축구 역사상 국제 경기 최다 점수차 패배를 기록했다.

## 성적

### FIFA 여자 월드컵
- 1991년 ~ 2015년: 불참
- 2019년: 예선 탈락

### 올림픽 축구
- 1996년 ~ 2016년: 불참

### UEFA 유럽 여자 축구 선수권 대회
- 1984년: 불참
- 1987년: 불참
- 1989년: 불참
- 1991년: 불참
- 1993년: 불참
- 1995년: 불참
- 1997년: 불참
- 2001년: 불참
- 2005년: 불참
- 2009년: 불참
- 2013년: 불참
- 2017년: 예선 탈락

## 같이 보기
- 안도라 축구 국가대표팀